# فاکس نکست
فاکس نکست (انگلیسی: Fox Next) شرکت رسانه‌ای پرتغالی است، که در سال ۲۰۰۸ تأسیس شد.